# کیم چونگ سیم
کیم چونگ سیم (انگلیسی: Kim Chung-sim؛ زادهٔ ۲۷ نوامبر ۱۹۹۰) بازیکن فوتبال اهل کره شمالی است.
وی همچنین در تیم ملی فوتبال زنان کره شمالی بازی کرده‌است.